# قصص الخلق الكورية
قصص الخلق الكورية هي القصص الشامانية الكورية التي تروي البدايات الأسطورية للكون. تصنَّف هذه القصص في فئتين: القصص الثماني التي نشأت في يابسة كوريا، وهي التي كتبها العلماء بين عشرينيات القرن العشرين وثمانينياته، وقصة تشيونجي وانغ بون بوري التي نشأت في جزيرة جيجو الجنوبية، ولها روايات عديدة ولم تزل إلى اليوم تغنَّى في سياقها الشعائري. وتنقسم القصص الثماني اليابسية إلى تنويعات: أربعة منها شمالية، وثلاثة شرقية، وواحدة من غرب وسط كوريا. 
يشترك معظم روايات الخلق الكورية في عناصر كثيرة. في أحد الفصول، ينمي إلهان الزهور في مسابقة لتحديد من يحكم العالم البشري. يُنمي الإله المستحقّ الخيّر الأزهار الأفضل، ولكن الآلهة الأخرى تسرقها وهو نائم. ومن هنا أصبح الغشّاش الذي لا يستحق حاكم البشرية وبدأ نشر الشر في العالم. وفي فصل آخر تشترك فيه كل كوريا أيضًا: كان في الكون شمسان وقمران، جعل وجود الشمسين الكون شديد الحرارة في النهار، وجعله وجود القمرين شديد البرد في الليل، وظل الأمر هكذا حتى قرر أحد الآلهة أن يدمر واحدًا من كل زوجين. 
ومع هذا، فبين القصص اليابسية وقصص تشيونغ وانغ بون بوري التي في جزيرة جيجو اختلافات بنائية كبيرة. ففي قصص اليابسة، خلق الإله ميريوك الكون، وهو الإله الذي يرشد إلى عصر الوفرة القديم. ثم يتحدى الإله سيوكغا الإله ميريوك، وتدور بين الإلهين خلافات لها قوة فوق الطبيعة، أدّت في النهاية إلى انتصار سيوكغا بخداعه في مسابقة الزهور. يغاد ميريوك، ويحل العالم الحالي محل عالم الوفرة. أما في جزيرة جيجو، فيهبط الإله السماوي تشيونجي وانغ إلى الأرض بعد الخلق ويلقح امرأة أرضية. تلد المرأة توأمين من الذكور هما دايبيول وانغ وسوبيول وانغ، ويرتفعان إلى السماء ليدمرا الشمس الثانية والقمر الثاني، ويشتركا في مسابقة الزهور. إن عالم الأحياء تحت حكم سوبيول وانغ الغشاش مليء بالشر، أما دايبيول وانغ فيذهب إلى عالم الموتى ويحكمه ويقيم العدل فيه عادةً. 
لكثير من العناصر في قصص الخلق الكورية موازيات في أساطير الخلق الشرقية القريبة وأساطير مجتمعات آسيا الداخلية. سُمّي الإلهان في رواية اليابسة ميريوك وسيوكغا على اسم شخصية مايتريا وشخصية شاكياموني بوذا، على الترتيب، وهو ما يظهر التأثر بالتراث البوذية في عبادة مايتريا. تظهر قصة مسابقة الزهور في مواضيع مشابهة في مناطق أخرى من شرق آسيا ووسطها، أما قصص الشمس الزائدة والقمر الزائد فقد وجدت في شمال شبه الجزيرة الكورية وجنوبها. 

## عناصر مشتركة
بعيدًا عن الاختلاف المهم بين الأقاليم وفي الأقاليم نفسها، فإن بعض العناصر تشترك فيها كل قصص الخلق الروسية، منها: 
- كانت السماء والأرض في البدء مدمَجتين، ثم فصلهما عملاق
- لم يكن البشر متميزين عن غير البشر في الكون الأولي
- تسابق إلهان في مسابقة إنماء الزهور لتحديد من يحكم عالم الإنسان، وانتصر الإله الذي لا يستطيع إنماء زهرة صالحة لأنه سرق زهرة الإله الآخر عندما كان نائمًا
- نظام الكون الحالي متشكل تحت حكم هذا الإله الغشاش، وهو ما يفسر وجود الشر في الأرض
- كان في الأصل شمسان وقمران، ثمّ دمّر واحد من كل زوجين

جذبت مسألة مسابقة الزهور وتدمير الشمس والقمر الزائدين، وهما عنصران موجودان في اليابسة وفي جزيرة جيجو، اهتمامًا خاصًّا من العلماء. 

### فصل السماء والأرض
في قصص الخلق اليابسية، لم يوصف أول فعل من أفعال الخلق إلا في قصة تشانغسي غا التي أدّاها الشامان كيم سانغدولي، وهي تصف الإله ميريوك يفصل السماء عن الأرض:
عندما وُجدت السماء والأرض، وٌلد ميريوك. كانت السماء والأرض ملتصقتين ولم يكن بينهما نفكاك، فجعل السماء تنتفخ مثل غطاء الركوة، ثم أقام أعمدة نحاسية في زوايا الأرض الأربع. 
تشير عدة ترانيم شامانية أخرى في يابسة كوريا إلى تولّد للكون من تلقاء نفسه، ولكن محتوياتها ظاهرٌ أنها منسوخة من روايات التولّد في الفلسفة الصينية، وأحيانًا يكون فيها نسخٌ حرفيّ للنصوص الصينية. 

تتفق ترانيم جزيرة جيجو مع ترانيم تشانغسي غا في أن السماء والأرض كانتا ملتصقتين، وتصف هذا بأنه حالة ليس فيها «غوب»، وهو مفهوم كوني في دين جزيرة جيجو يشير إلى الفصل بين السماء والأرض، والبشر وغير البشر، والأحياء والأموات. تبدأ إحدى الترانيم: 
فلنتكلّم عن الكلّيّة الكونيّة. في الكلّيّة الكونيّة: في عصر الكلّيّة الكونيّة، عندما كانت الزوايا الأربعة غارقة في النوم لأن السماء والأرض ليس بينهما انفصال [رأيت أن]، الكون كان كتلة واحدة حينها. 
ثم حدثت أربعة عمليات متتابعة في عملية الفصل بين السماء والأرض، ولكن هذه العمليات الأربعة لا تتفق عليها جميعًا كل روايات تشيونجي وانغ بون بوري: 
1. عملاق يفسخ الكون المختلط
2. فصل الكون من خلال الطاقات المولدة للسماء والأرض والإنسانية
3. طائر كوني (أو ديك) يقسم الكون برفرفة جناحية وتحريك ذيله
4. تقسيم الكون من خلال قطرات من الندى

بحلول عام 1994، كانت العمليتان الثانية والثالثة موجودتان في كل النقوش التي تحوي قصة فصل السماء والأرض 
وُصف الطائر الكوني —ويُشار إليه كأنه ديك، أو عدة ديوك في بعض الروايات— بأنه مشارك في فصل السماء والأرض من خلال رفع رأسه إلى الشرق، وجناحيه إلى الشمال والجنوب، وذنبه إلى الغرب. فالطير يواجه اتجاه شروق الشمس، كما يصيح الديك عند الفجر. وكما يعلن الديك بدء يوم جديد، أعلنت حركات الطائر الكوني بدء كون جديد. تصف قصة تشيونجي وانغ بون بوري أيضًا قطرات من الندى الملون (이슬 إزيول) تساقطت من السماء وارتفعت من الأرض، وامتزجت أثناء فصل الكون، وفُسّر هذا على أنه رمز لاختلاط السوائل الجنسية المولدة في الجِماع. رُبط الندى الكوني باستعمال كلمة إزيول (أي الندى) للإشارة إلى الإفرازات المهبلية أثناء الحمل. 
وبين العلماء اتفاق واسع على أن قوى السماء والأرض والإنسان المولدة تظهر التأثير الصيني، لأن الجزء المتعلق بها في قصة تشيونجي وانغ بون بوري يقتبس من كلام الفيلسوف الصيني شاو يونغ اقتباسًا حرفيًّا. اقتُرح أيضًا أن العملاق الكوني من التأثيرات الصينية، والديك أيضًا، ولكن كيم هيونسن يقول إنهما عنصران يفضَّل أن ينظَر إليهما على أنهما عنصران كوريان أصيلان. 

### الخالق العملاق
إسهامُ خالق عملاق في الخلق تشابهٌ آخر بين القصص الشمالية وقصص جزيرة جيجو. تصور ترانيم تشانغسي غا قامة ضخمة للإله الخالق ميريوك. يُقال إن أكمام ثوب ميريوك كانت بطول أو عرض عشرين قدمًا صينيًّا (أي نحو 6.7 مترًا)، وكان الإله يأكل الحبوب بالسيوم (يسع نحو 180 لترًا). في رواية من روايات تشيونجي وانغ بون بوري، يقسم «رئيس حراس البوابة» العملاق (جيجو: 도수문장 دوسومونجانغ) السماء عن الأرض بيديه العاريتين، ربما بأمر من إله السماء تشيونجي وانغ.